# برایتنهایم
برایتنهایم (به آلمانی: Breitenheim) یک شهر در آلمان است که در باد کرویتسناخ واقع شده‌است. برایتنهایم ۴۳۰ نفر جمعیت دارد.